# ダークスローン
ダークスローン（Darkthrone）は、ノルウェーのブラックメタル・バンド。バンド名はセルティック・フロストの曲「Jewel Throne」に由来するといわれている。

## 略歴
1986年にノルウェー・コルボンにて、レイフ・ナゲル（Leif Nagell）とアンダース・リスベルゲットの2人で結成。当初は「ブラック・デス (Black Death)」と名乗っていた。1987年に名前を「ダークスローン」に改めてデモ集『Land of Frost』を録音。1988年には、テッド・シェルム（Ted Skjellum）がギタリストとして加入する。その後、デモ3枚を録音し、ピースヴィル・レコードとアルバム4枚のリリースを契約する。
1992年頃よりメンバーは名前を今のもの（ノクターノ・クルト、フェンリズ、ゼピュロス）に変え、コープス・ペイントを始めるが、イギリス・ツアーをキャンセルして以来、彼らはライブを行うのをやめ、またインタビュー等でメディアに露出することも避けるようになる。また1994年のアルバム『Transilvanian Hunger』のライナーノーツで、ユダヤ人を攻撃しているように見える表現があったため、物議を醸したが、次のアルバム『Panzerfaust』でフェンリズは、ダークスローンがポリティカルなバンドであることを否定している。現在でもライブは行わないが、インタビューには頻繁に応えている。
続く2作『Under a Funeral Moon』、『Transilvanian Hunger』は前作の方向性をさらに発展させたもので、評価の高いこれらの作品は「三部作」と呼ばれることもある。ピースヴィル・レコードとの契約を満了したダークスローンは、サテリコンのサティアーのレーベル「Moonfog Productions」に移籍し、計7枚のフルアルバムをリリースする。なお、『Under a Funeral Moon』から『Panzerfaust』までの3作はフェンリズ所有のスタジオ「Necrohell Studios」で録音が行われていたが、それ以降は使われていない。
2005年には古巣であるピースヴィル・レコード傘下に自分たちのプロダクション「Tyrant Syndicate Productions」をつくり、ピースヴィル配給でアルバムのリリースを続けている。2006年に出たEP『Too Old, Too Cold』はノルウェーのシングルチャートで11位を獲得している。

## 音楽的特徴
意図的な録音の質の低さと、反復の多いプリミティヴな楽曲が特徴で、その音楽性を評してプリミティヴ・ブラックメタルと呼ばれることもある。
初のフルアルバムとなる『Soulside Journey』の時点では、どちらかというとテクニカルなデスメタルをプレイしていたが、1991年頃にメイヘムのユーロニモスと出会ったことでインナーサークルに加入以来、現在に至るまで、ブラックメタルにカテゴライズされる作品をコンスタントにリリースし続けている。とりわけ1992年に発表した『A Blaze in the Northern Sky』は、初期バソリーに強く影響を受けており、速くプリミティヴで単調なもので、その後のダークスローンの方向を決定付けるものだった。また、三部作以降の音楽性は、元からあったHellhammer/初期セルティック・フロストの影響がますます強いものになり、ギターリフも以前ほどシンプルなものではなくなる。
2006年以降、彼らの楽曲はクラストコアの影響を強く受けたものへとシフトしてきている。
2013年にリリースされた『The Underground Resistance』では、これまでの路線にパワーメタル風の要素を加えた独特の音楽性を披露した。

## メンバー
- フェンリズ (Fenriz) - ドラム （1986年-）

本名Leif Nagell。Gylve Fenris Nagellとも名乗る。結成当初からのメンバーで、当時はValhallというバンドでもドラムをプレイしていた。活動初期にはボーカルも担当している。1990年代前半には、Storm（ドラム、ボーカル）、Dodheimsgard（ベース、ボーカル）への参加、またサイド・プロジェクトとしてNeptune Towers、Isengardをやっていた。「DJ Ebola」の名前でオスロのDJイベントもやっている。『Total Death』を除けば、基本的に彼が歌詞を書いている。なお、ファースト・アルバムのクレジット「Hank Amarillo」は偽名。郵便局で働いている。
2016年知人からの依頼でノルウェーの首都オスロの南15キロほどにある町コルボンの町議会議員選挙へ数合わせとして出馬。当選はしたいと思っておらず「俺に投票するな」とのスローガンで愛猫を抱くポスターを掲出したところ意外にも当選した。
- ノクターノ・クルト (Nocturno Culto) - ボーカル、ギター、ベース （1988年-）

本名Ted Skjellum。1988年にギタリストとして加入。『Soulside Journey』よりボーカルを兼任するようになる。ダグ・ニルセンの脱退後は、ベースも担当。また、サテリコンのアルバム『ネメシス・ディヴィーナ』にギタリストとして参加している。学校の先生である。

### 旧メンバー
- ゼピュロス (Zephyrous) - リズムギター （1987年-1993年）

本名Ivar Enger。結成当初からのギタリスト。『Panzerfaust』以降はダークスローンへの関わりはない。
- ダグ・ニルセン (Dag Nilsen) - ベース （1988年-1991年）

結成当初のベーシスト。『A Blaze in the Northern Sky』のベーストラックを録音後、脱退する。
- アンダース・リスベルゲット (Anders Risberget) - ギター （1986年-1988年）

## ディスコグラフィ

### スタジオ・アルバム
- Soulside Journey (1991年)
- A Blaze in the Northern Sky (1992年)
- Under a Funeral Moon (1993年)
- Transilvanian Hunger (1994年)
- Panzerfaust (1995年)
- Total Death (1996年)
- 『ゴートロード』 - Goatlord (1996年) ※未発表音源のCD化作品
- 『ラヴィシング・グリムネス』 - Ravishing Grimness (1999年)
- Plaguewielder (2001年)
- Hate Them (2003年)
- Sardonic Wrath (2004年)
- The Cult Is Alive (2006年)
- 『F.O.A.D.』 - F.O.A.D. (2007年)
- 『ダーク・スローンズ・アンド・ブラック・フラッグス』 - Dark Thrones and Black Flags (2008年)
- Circle the Wagons (2010年)
- The Underground Resistance (2013年)
- Arctic Thunder (2016年)
- 『オールド・スター』 - Old Star (2019年)
- 『エターナル・ヘイルズ』 - Eternal Hails...... (2021年)
- 『アストラル・フォートレス』 - Astral Fortress (2022年)

### デモ
- Land of Frost (1988年)
- A New Dimension (1888年) ※リハーサル・デモ
- Thulcandra (1989年)
- Cromlech (1989年) ※ライブ・デモ

### EP
- 『黯黒響』 - Under Beskyttelse av Mørke (2005年) ※『Under a Funeral Moon』のアウトテイク集。日本限定
- Too Old, Too Cold (2006年) ※『The Cult Is Alive』のアウトテイク集
- NWOBHM (2007年) ※『F.O.A.D.』のアウトテイク集

### シングル
- "Forebyggende Krig" (2006年)
- "Leave No Cross Unturned (Edit)" (2013年)
- "Burial Bliss / Visual Aggression" (2017年)
- "The Hardship of the Scots" (2019年)
- "Hate Cloak" (2021年)

### コンピレーション・アルバム
- Preparing for War (2000年) ※1988年-1994年録音。2005年にデモ・ボーナスCDとDVDをつけて再発
- Frostland Tapes (2008年) ※初期のデモ音源集、『ゴートロード』のインストゥルメンタル集、デンマークでのライブを収録
- Sempiternal Past – The Darkthrone Demos (2011年) ※デモ集の増補リマスター版
- Introducing Darkthrone (2013年)
- Peaceville Presents... Darkthrone (2013年)
- Black Death and Beyond (2014年) ※ヴァイナル盤ボックスと本のセット
- The Wind of 666 Black Hearts (2016年) ※1991年-1992年のデモ集
- Shadows of Iconoclasm (2021年) ※初期音源のボックスセット

### トリビュート・アルバム
- Darkthrone Holy Darkthrone (1998年) ※ノルウェーの8バンドによるトリビュート
- The Next Thousand Years Are Ours (1999年) ※ノルウェーの14バンドによるトリビュート